# Grace Ingalls
Grace Pearl Ingalls po mężu Dow (ur. 23 maja 1877, zm. 10 listopada 1941) – amerykańska pionierka, najmłodsza siostra pisarki Laury Ingalls Wilder, bohaterka jej cyklu powieściowego "Domek na prerii" i jego ekranizacji; nauczycielka i dziennikarka.

## Życiorys

### Przodkowie
Zobacz: Drzewa genealogiczne
Grace Ingalls była piątym – najmłodszym – dzieckiem Charlesa i Caroline Ingallsów, wnuczką Lansforda Whitinga Ingallsa i Laury Louisy (Colby) Ingalls oraz Henry’ego Quinera i Charlotte (Tucker) Quiner.

### Dzieciństwo i młodość

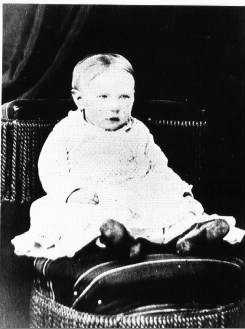
Grace Ingalls, około roku 1880 (3 lata)

Urodzona w miasteczku Burr Oak, Grace Ingalls miała kilka miesięcy, gdy jej rodzina wyruszyła w drogę powrotną do zamieszkiwanego wcześniej Walnut Grove w Minnesocie. W roku 1879, jej ojciec otrzymał pracę na kolei, na Terytorium Dakoty, co wiązało się z koniecznością kolejnej przeprowadzki. Tym sposobem Grace Ingalls trafiła na prerie Dakoty, gdzie wkrótce powstało miasto De Smet. Była to ostatnia wielka podróż rodziny i docelowe miejsce zamieszkania. Tu Grace Ingalls spędziła większość młodego życia i uczęszczała do szkoły. Była najlepiej wykształconą z sióstr Ingalls, ukończywszy Redfield College w Redfield w Dakocie Południowej. Jej pamiętnik, pisany w okresie od 9 do 16 roku życia, został wydany jako część książki Williama Andersona "The Story of the Ingalls". Opisuje w nim między innymi wydarzenia, znane z książki "Pierwsze cztery lata" (o początkach małżeństwa Laury i Almanza Wilderów).

### Dorosłość
Dnia 16 października 1901, Grace wyszła za mąż za Nathana Williama Dow. Nie mieli dzieci. Małżonkowie zamieszkali w oddalonym o około 10 kilometrów od De Smet, Manchester.
Grace pracowała w szkole jako nauczycielka oraz w miejscowej gazecie. Po śmierci rodziców (ojca w 1901 i matki w 1924), wraz z mężem, wróciła do De Smet, zaopiekować się najstarszą, niewidomą siostrą; Mary Ingalls.
Zmarła z powodu cukrzycy, w wieku 64 lat. Mąż, Nate, zmarł dwa lata później, w 1943 roku. Są pochowani na cmentarzu w De Smet.

## Drzewa genealogiczne
Przodkowie i krewni ze strony ojca: Drzewa genealogiczne
Przodkowie i krewni ze strony matki: Drzewa genealogiczne
|  |  |  |  |  |  |  |  |  |  |  |  |  |  |  |  |                          |                          |                          |                          |                          |                          |  |  |                           |                           |                             |                             |                             |                             |                             |                             |                            |                            |                            |                            |                            |                            |                             |                             |                             |                             |                             |                             |                            |                            |  |  |                           |                           |                           |                           |                           |                           |  |  |  |  |  |  |  |  |  |  |  |  |  |  |  |  |  |  |  |  |  |  |  |  |  |  |  |  |  |  |  |  |  |  |  |  |  |  |  |  |  |  |  |  |  |  |  |  |  |  |  |  |  |  |  |  |  |  |  |  |
|  |  |  |  |  |  |  |  |  |  |  |  |  |  |  |  |                          |                          |                          |                          |                          |                          |  |  |                           |                           | Charles Ingalls (1836–1902) | Charles Ingalls (1836–1902) | Charles Ingalls (1836–1902) | Charles Ingalls (1836–1902) | Charles Ingalls (1836–1902) | Charles Ingalls (1836–1902) |                            |                            |                            |                            |                            |                            | Caroline Quiner (1839–1924) | Caroline Quiner (1839–1924) | Caroline Quiner (1839–1924) | Caroline Quiner (1839–1924) | Caroline Quiner (1839–1924) | Caroline Quiner (1839–1924) |                            |                            |  |  |                           |                           |                           |                           |                           |                           |  |  |  |  |  |  |  |  |  |  |  |  |  |  |  |  |  |  |  |  |  |  |  |  |  |  |  |  |  |  |  |  |  |  |  |  |  |  |  |  |  |  |  |  |  |  |  |  |  |  |  |  |  |  |  |  |  |  |  |  |
|  |  |  |  |  |  |  |  |  |  |  |  |  |  |  |  |                          |                          |                          |                          |                          |                          |  |  |                           |                           | Charles Ingalls (1836–1902) | Charles Ingalls (1836–1902) | Charles Ingalls (1836–1902) | Charles Ingalls (1836–1902) | Charles Ingalls (1836–1902) | Charles Ingalls (1836–1902) |                            |                            |                            |                            |                            |                            | Caroline Quiner (1839–1924) | Caroline Quiner (1839–1924) | Caroline Quiner (1839–1924) | Caroline Quiner (1839–1924) | Caroline Quiner (1839–1924) | Caroline Quiner (1839–1924) |                            |                            |  |  |                           |                           |                           |                           |                           |                           |  |  |  |  |  |  |  |  |  |  |  |  |  |  |  |  |  |  |  |  |  |  |  |  |  |  |  |  |  |  |  |  |  |  |  |  |  |  |  |  |  |  |  |  |  |  |  |  |  |  |  |  |  |  |  |  |  |  |  |  |
|  |  |  |  |  |  |  |  |  |  |  |  |  |  |  |  |                          |                          |                          |                          |                          |                          |  |  |                           |                           |                             |                             |                             |                             |                             |                             |                            |                            |                            |                            |                            |                            |                             |                             |                             |                             |                             |                             |                            |                            |  |  |                           |                           |                           |                           |                           |                           |  |  |  |  |  |  |  |  |  |  |  |  |  |  |  |  |  |  |  |  |  |  |  |  |  |  |  |  |  |  |  |  |  |  |  |  |  |  |  |  |  |  |  |  |  |  |  |  |  |  |  |  |  |  |  |  |  |  |  |  |
|  |  |  |  |  |  |  |  |  |  |  |  |  |  |  |  |                          |                          |                          |                          |                          |                          |  |  |                           |                           |                             |                             |                             |                             |                             |                             |                            |                            |                            |                            |                            |                            |                             |                             |                             |                             |                             |                             |                            |                            |  |  |                           |                           |                           |                           |                           |                           |  |  |  |  |  |  |  |  |  |  |  |  |  |  |  |  |  |  |  |  |  |  |  |  |  |  |  |  |  |  |  |  |  |  |  |  |  |  |  |  |  |  |  |  |  |  |  |  |  |  |  |  |  |  |  |  |  |  |  |  |
|  |  |  |  |  |  |  |  |  |  |  |  |  |  |  |  | Mary Ingalls (1865–1928) | Mary Ingalls (1865–1928) | Mary Ingalls (1865–1928) | Mary Ingalls (1865–1928) | Mary Ingalls (1865–1928) | Mary Ingalls (1865–1928) |  |  | Laura Ingalls (1867–1957) | Laura Ingalls (1867–1957) | Laura Ingalls (1867–1957)   | Laura Ingalls (1867–1957)   | Laura Ingalls (1867–1957)   | Laura Ingalls (1867–1957)   |                             |                             | Carrie Ingalls (1870–1946) | Carrie Ingalls (1870–1946) | Carrie Ingalls (1870–1946) | Carrie Ingalls (1870–1946) | Carrie Ingalls (1870–1946) | Carrie Ingalls (1870–1946) |                             |                             | Freddy Ingalls (1875–1876)  | Freddy Ingalls (1875–1876)  | Freddy Ingalls (1875–1876)  | Freddy Ingalls (1875–1876)  | Freddy Ingalls (1875–1876) | Freddy Ingalls (1875–1876) |  |  | Grace Ingalls (1877–1941) | Grace Ingalls (1877–1941) | Grace Ingalls (1877–1941) | Grace Ingalls (1877–1941) | Grace Ingalls (1877–1941) | Grace Ingalls (1877–1941) |  |  |  |  |  |  |  |  |  |  |  |  |  |  |  |  |  |  |  |  |  |  |  |  |  |  |  |  |  |  |  |  |  |  |  |  |  |  |  |  |  |  |  |  |  |  |  |  |  |  |  |  |  |  |  |  |  |  |  |  |
|  |  |  |  |  |  |  |  |  |  |  |  |  |  |  |  | Mary Ingalls (1865–1928) | Mary Ingalls (1865–1928) | Mary Ingalls (1865–1928) | Mary Ingalls (1865–1928) | Mary Ingalls (1865–1928) | Mary Ingalls (1865–1928) |  |  | Laura Ingalls (1867–1957) | Laura Ingalls (1867–1957) | Laura Ingalls (1867–1957)   | Laura Ingalls (1867–1957)   | Laura Ingalls (1867–1957)   | Laura Ingalls (1867–1957)   |                             |                             | Carrie Ingalls (1870–1946) | Carrie Ingalls (1870–1946) | Carrie Ingalls (1870–1946) | Carrie Ingalls (1870–1946) | Carrie Ingalls (1870–1946) | Carrie Ingalls (1870–1946) |                             |                             | Freddy Ingalls (1875–1876)  | Freddy Ingalls (1875–1876)  | Freddy Ingalls (1875–1876)  | Freddy Ingalls (1875–1876)  | Freddy Ingalls (1875–1876) | Freddy Ingalls (1875–1876) |  |  | Grace Ingalls (1877–1941) | Grace Ingalls (1877–1941) | Grace Ingalls (1877–1941) | Grace Ingalls (1877–1941) | Grace Ingalls (1877–1941) | Grace Ingalls (1877–1941) |  |  |  |  |  |  |  |  |  |  |  |  |  |  |  |  |  |  |  |  |  |  |  |  |  |  |  |  |  |  |  |  |  |  |  |  |  |  |  |  |  |  |  |  |  |  |  |  |  |  |  |  |  |  |  |  |  |  |  |  |

## Postać literacka i filmowa
Cykl "Domek na prerii" nie jest pełną autobiografią, lecz fikcją literacką, z licznymi (większością) elementami autobiograficznymi. Z tego powodu, jego bohaterów uznaje się za postacie fikcyjne, choć inspirowane rzeczywistością.
Seria była wielokrotnie filmowana, a role Grace Ingalls odtwarzały odpowiednio :
- 1974–1984: "Domek na prerii" + towarzyszące mu filmy – nieznane niemowlę(ta) (sezon 4) oraz bliźniaczki Brenda i Wendi Turnbaugh (sezon 5-8),
- 2000 : "Historia z domku na prerii" – Courtnie Bull oraz Lyndee Probst.

## Strony zewnętrzne (Źródła)
- Grace Ingalls na portalu Find a Grave Memorial
- Grace Ingalls na portalu Frontier Girl
- Grace Ingalls na stronie Definitive Laura Ingalls Wilder and Little House on the Prairie